# わせだの弁当屋
わせだの弁当屋（わせだのべんとうや）は、東京都新宿区にある弁当屋である。安価かつボリュームの多い揚げ物中心のラインナップが主に早稲田大学の学生から人気を博しており、早稲田大学近辺の脂っこい食事を提供する飲食店を指す俗語「早稲田三大油田」の一角に数えられることもある。

## 特徴
「わせだの弁当屋」は東京メトロ東西線の早稲田駅から徒歩3分の場所に位置する弁当屋である。ボリュームの多さと低価格、深夜まで営業している点などから、近隣にある早稲田大学の学生を中心に人気を博している。開店直後から行列ができることもあり、客の9割がリピーターであるという。早稲田ウィークリーでは「早大生の胃袋をつかむ名店」や「早大生なら誰もが知っているであろう」と評されており、インターネット上ではそのボリュームから「蓋が閉まらない弁当屋」などと評されているという。また、早稲田大学近辺の食事店の中でも特に脂っこい食事を提供する店舗を俗に「早稲田三大油田」と呼び、本店もキッチンオトボケやキッチン南海と共にその一角に数えられる。なお、千葉文彦の調査によると「早稲田三大油田」の初出は1998年4月の『早稲田乞食』であるが、本店は同誌にて「今や早稲田三大油田の一つとして有名なわせ弁」として言及されている。
1973年頃にほっかほっか亭のフランチャイズ店として開業、周辺に早稲田大学や早稲田実業高校、早稲田高校があることからお昼時には学生で賑い一時期は一坪あたりの売上が日本一になったこともあるという。学生の要望に答えて独自の品揃えを充実させていったことでフランチャイズから独立したとされている。2024年4月現在の店主・西坂達夫は創業者ではなく、もともとデリバリー店を経営していたところ、高齢になった先代から引き継ぐ形で店長に就いた。もともとチェーン店であったことについて西坂は「当時のことは知らない」と述べつつも、「オリジナルメニューが次第に増えちゃったんで、（チェーンを）抜けることになったと聞いたことがある」と述べている。

## 商品

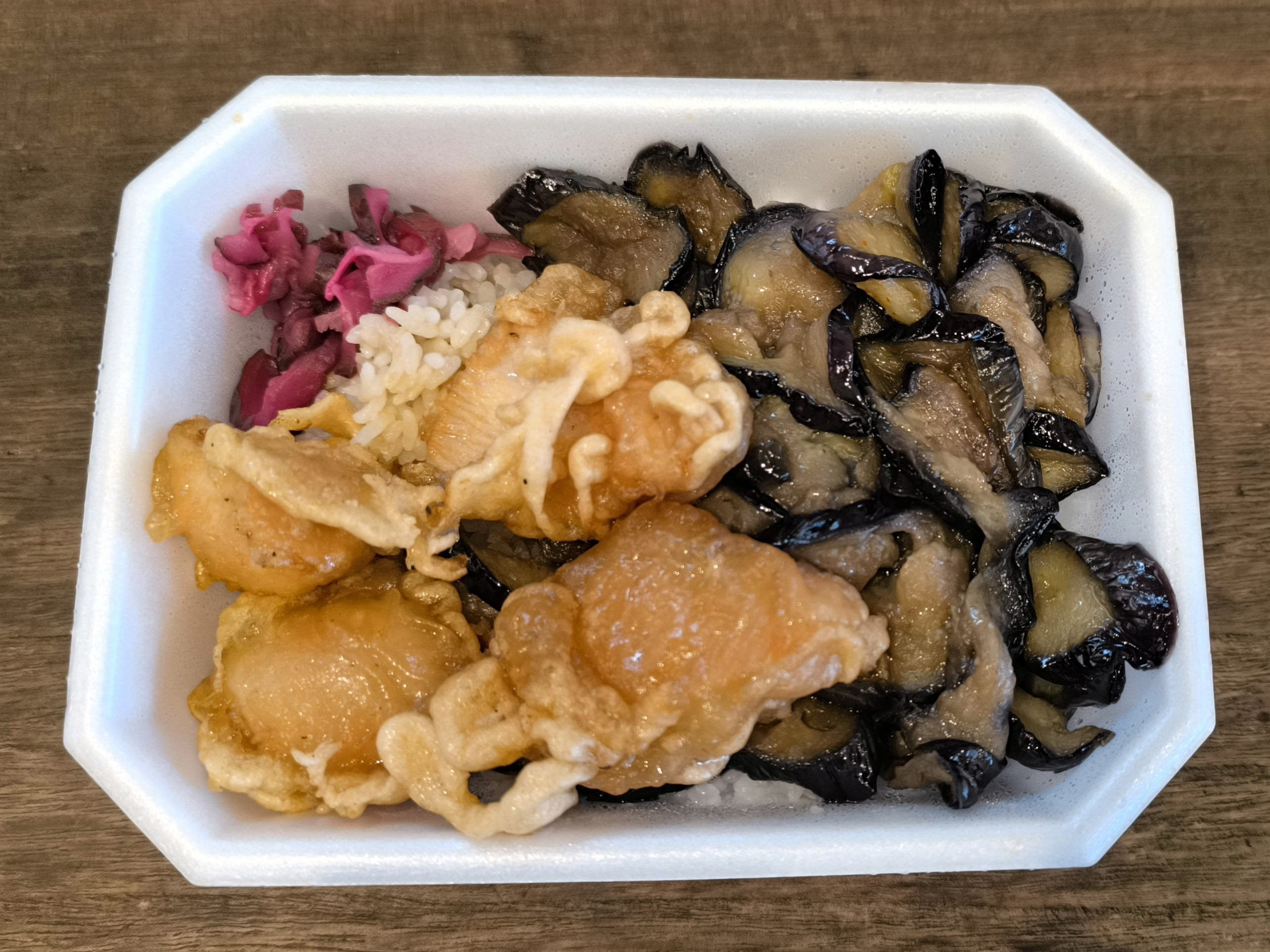
茄子カラ弁当

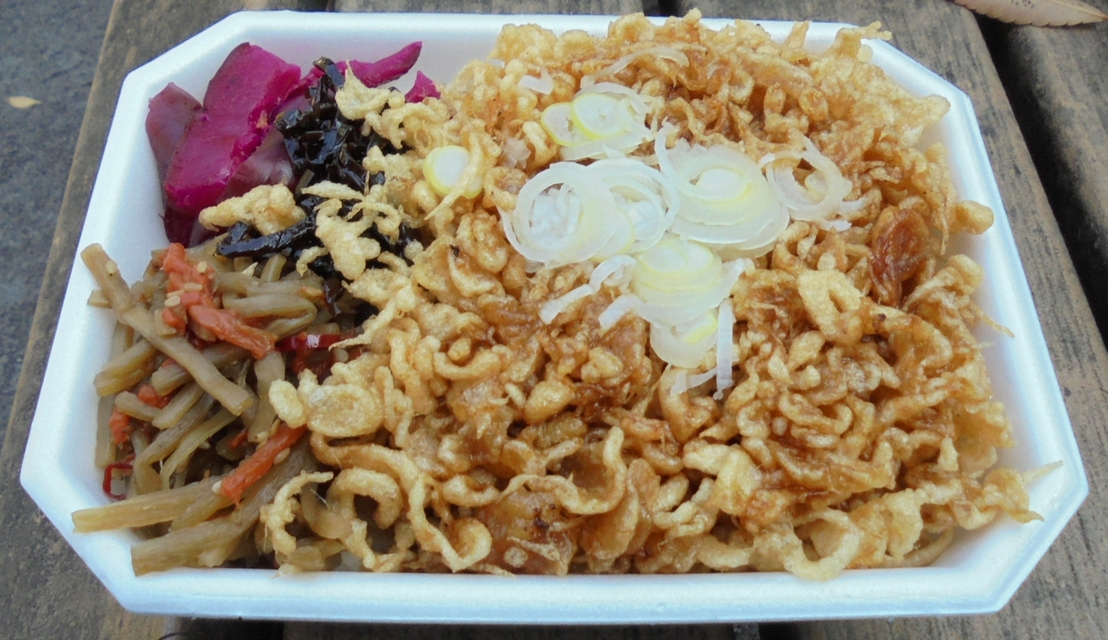
たぬき丼

100種類を超える商品ラインナップのうち9割には揚げ物が入っている。また、弁当の作り置きはしておらず、注文を受けてから作っている
本店の特徴はトッピングの自由度が高い点である。「増し」「増し増し」を注文することも可能で、2024年4月時点では前者は90円で唐揚げを2個追加、後者は180円で4個追加することができる。おかずの組み合わせについても、茄子シュウマイ弁当と茄子ギョウザ弁当の組み合わせは人気が高かったために、後から正規メニュー入りしたという。また、のり弁の注文時に「前抜き」を指定するとお新香ときんぴらごぼうが唐揚げ1個に変わる。大学生を中心に人気であるといい、もともとは早稲田大学の学生が考案したメニューである。注文時の「前の方を抜いてくれ」という表現がそのまま名前の由来となった。他にもご飯に辛子明太子を混ぜる、のりを追加する等のアレンジが可能である。店主の西坂達夫は「いろんなリクエストに応じるうち、どんどんメニューも増えちゃったんですよ」と述べている。弁当のほかに惣菜も販売しており、揚げ物のほかにも焼き魚、ポテトサラダ、煮物などのラインナップがある。
メニューの中では「茄子カラ弁当」「シューカラ弁当」「ギョーカラ弁当」の人気が高い。最も人気のあるメニューは「茄子カラ弁当」であり、注文の4割から5割を占めている。内容は鶏の唐揚げ3個と揚げ茄子、柴漬けから構成されている。唐揚げには13種類の味付けを用いているといい、店主曰く「独自の味付け」であるという。早稲田学報は唐揚げの味わいを「オイリーだが、見た目より衣は軽く、にんにくの香りがほのかにきいたスナック的な味わい」だと評している。茄子カラ弁当に次いで人気の高いメニューは「ギョーカラ弁当」である。ご飯の上にキャベツとお新香をひき、その上から揚げ餃子4個と唐揚げ3個が載せられている。ボリュームは2024年9月時点の記事の計測では561グラムであった。早稲田学報の鈴木はその見た目を「一面茶褐色」だと評している。たぬき弁当はご飯の上に天かす、きんぴらごぼう、漬物、ネギ、昆布の佃煮が盛られている。数ある弁当メニューのなかでも最も安価であり、ボリュームは2024年9月時点の記事の計測では400グラムであった。